# Casio PB-100

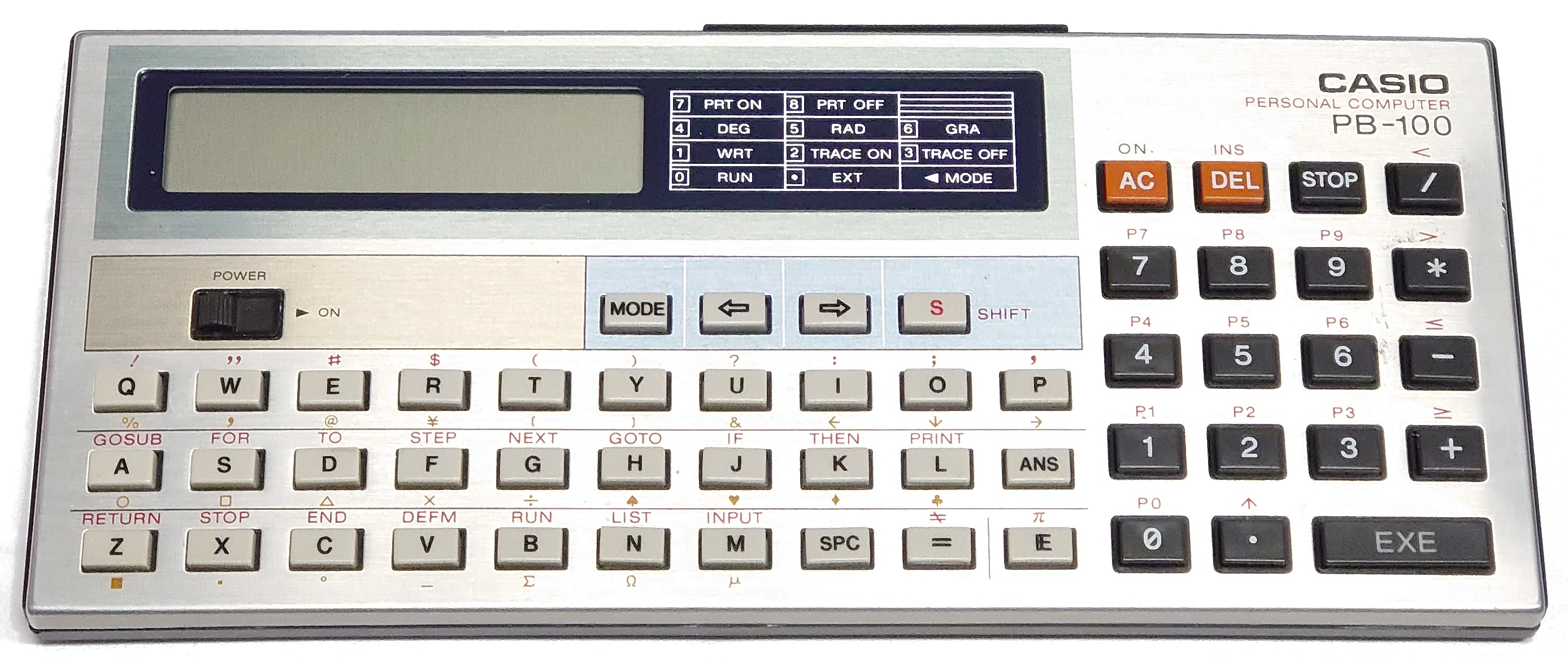
Pocket Computer PB-100

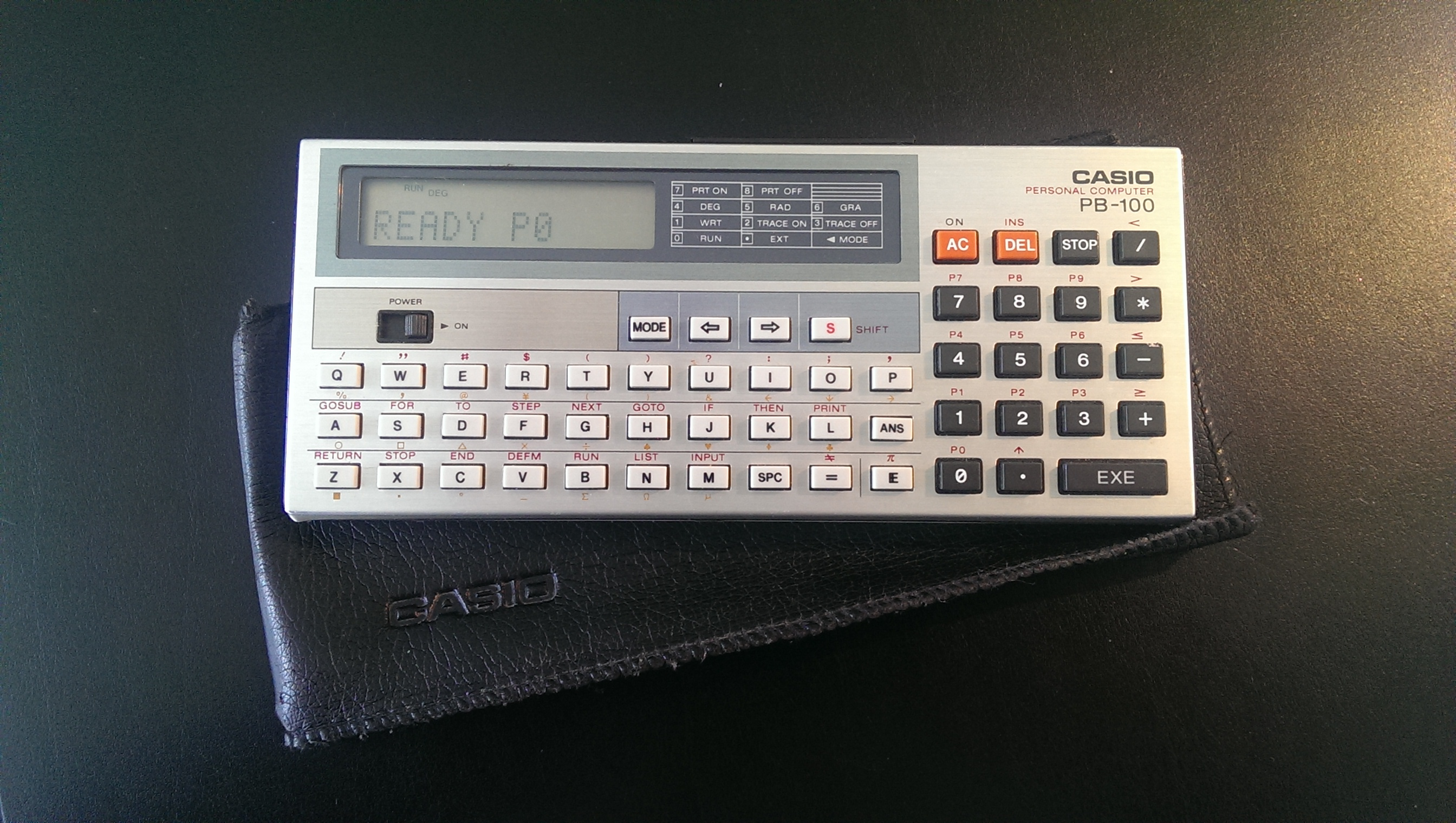
Pocket Computer PB-100 mit Hülle

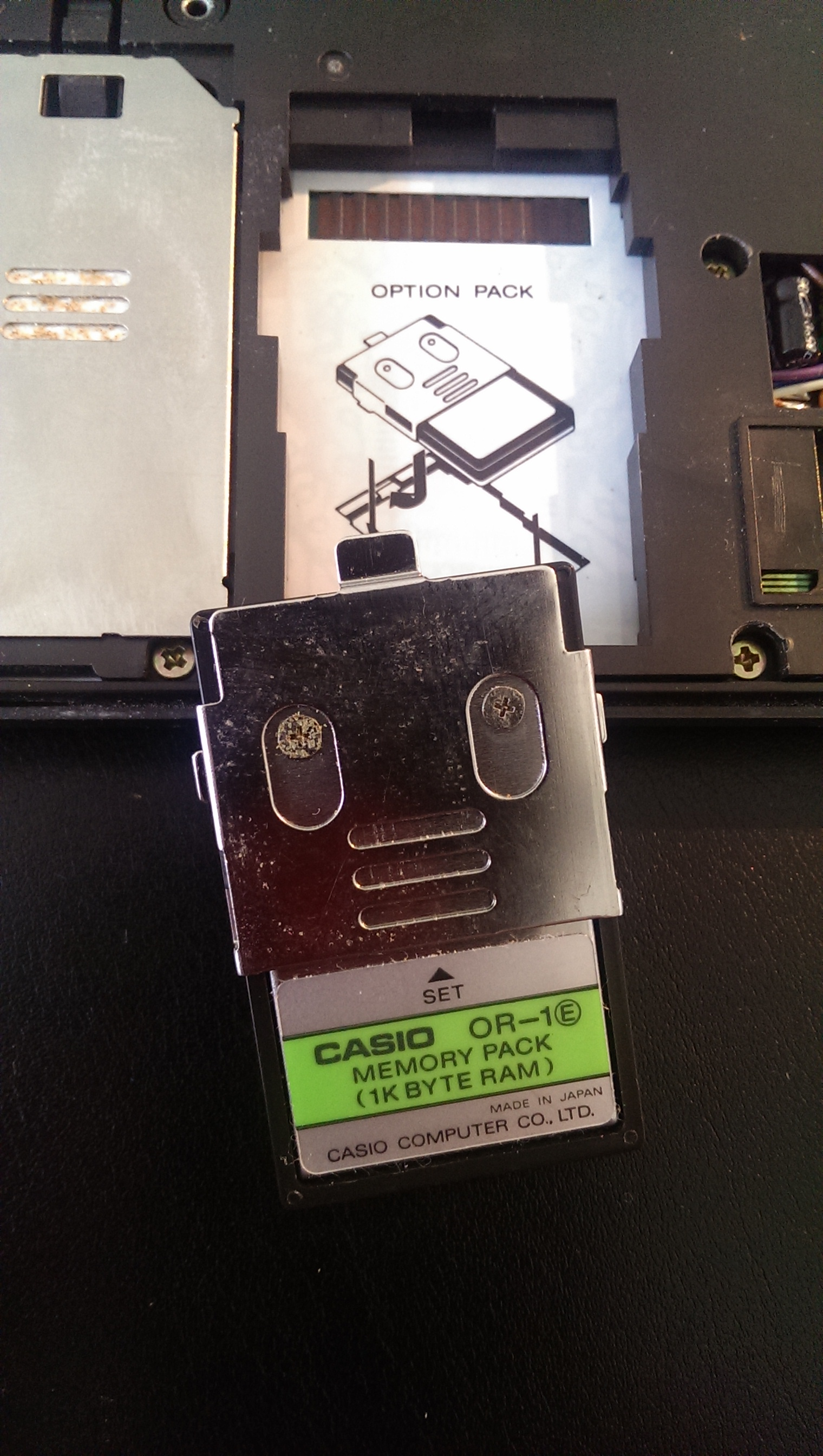
Memory Module OR 1

Der Casio PB-100 war ein Pocket-Computer der Firma Casio.

## Geschichte
Der PB-100 wurde ab 1982 in Japan entwickelt und ist ein erster Schritt in Richtung „Personal Computer“, nachdem sein Vorgänger FX-702P vom Hersteller nur als programmierbarer Rechner bezeichnet wurde.
Er kam im Vergleich zu seinen Mitbewerbern in sehr reduzierter Ausstattung, besonders das 12-Zeichendisplay hat das Arbeiten mit der BASIC-Programmiersprache sehr erschwert.
Die Hauptschaltkreise bestanden aus zwei Chips. CPU, ROM, Display-Treiber und Keyboard-Controller sind integriert in einem CMOS VLSI Chip HD61913 mit externem 4-bit-Bus. Die zweite Hauptkomponente ist ein HD61914, ein 8192-bit statisches RAM, organisiert mit 2048 Wörtern von je 4 Bit.

## Varianten
Ab 1983 wurde der PB-100 von Tandy Radio Shack als TRS-80 PC-4 und von Olympia als OP-544 vertrieben.

## Technische Daten
(Quelle: )
- RAM: 1 kB, erweiterbar durch das Modul OR-1 auf 2 kB
- ROM: 12 KB
- CPU: HD61913 CMOS VLSI 455 kHz, externer 4-bit-Bus
- Anzeige: 1 Zeile à 12 Zeichen und zusätzliche Zeichen, Monochrom-LCD
- Programmierung: BASIC-Interpreter
- Tastatur: 53 Tasten QWERTY-Tastatur
- Stromversorgung: 6V 0,02W aus 2× 3V-CR2032-Lithiumbatterie
- Maße und Gewicht: 165 (L) × 71 (B) × 10 (H) mm / 116 g (mit Batterien)
- 12-pin-Erweiterungsport für FP-12-Mini-Thermodrucker und FA-3-Kassetten-Interface
- 11-pin-Interner Slot für Memory-Module OR-1 (1 kB)